# Чарли Браун и Снупи шоу
Чарли Браун и Снупи шоу (енгл. The Charlie Brown and Snoopy Show) је амерички серијал цртаних филмова, настао на основу стрипа Peanuts. Креатор овог стрипа је Чарлс Шулц и припада жанру хумористичког стрипа.
Главни јунаци су:
- Чарли Браун,
- Снупи,
- Лајнус,
- Луција,
- Шмрка,
- Сара,
- птичица Вудсток и др.

Чарли Браун је вечити губитник, ћелави дечак на чијој прослави увек пада киша, који никад није победио у бејзбол утакмици, вечно замишљен, погнуте главе са рукама у џеповима, у пратњи пса Снупија. Снупи је интелигентан пас расе бигл, који никад није проговорио ниједну реч. Док седи на крову своје кућице замишља како остварити своју највећу жељу, а то је победити свог умишљеног непријатеља Црвеног Барона. Верни пратилац му је малена птица Вудсток. Лајнус (оригинално Linus) је дечак интелектуалац опседнут својим ћебетом и никад се не одваја од њега. Сисајући свој палац он често изговара филозофске мисли. Луција, невероватна брбљивица и намћор, је Леонова сестра, позната по тучи са Снупијем на сред улице.  Једина слаба тачка јој је Шмрка (оригинално Schreoder), дечак који обожава да свира клавир а највише композиције Лудвиг ван Бетовен. Сара је Чарлијева сестра која „говори тихо и носи пса са собом“. Од споредних ликова појављују се још нераздвојне пријатељице (једна типична штреберка и једна бејзбол играчица) Мерси и Пати (оригинално Peppermint Patty).